# Lindenallee in Neudeck

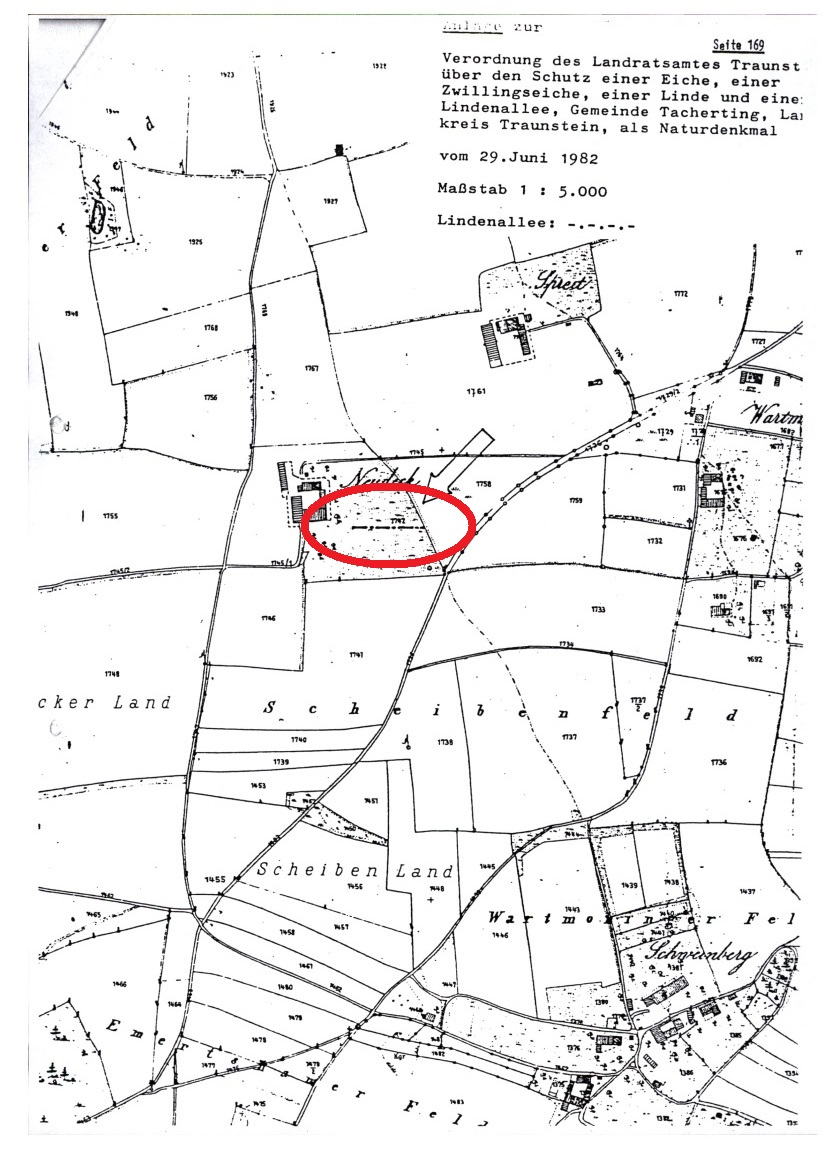
Lageplan Amtsblatt

Die Lindenallee in Neudeck ist ein Naturdenkmal in der Gemeinde Tacherting, im Landkreis Traunstein.
Sie erhielt im Juni 1982 durch Verordnung des Landratsamtes Traunstein den Schutzstatus und wird vom Bayerischen Landesamt für Umwelt unter der Nummer ND-01263 gelistet.

## Schutzzweck
Zweck der Verordnung ist es, die Bäume wegen ihrer Schönheit und Seltenheit zu erhalten.